# Арапгир
Арапгир (тур. Arapgir, арм. Արաբկիր) — город и район в Турции в иле Малатья. Находится в правой стороне от Евфрата в 14—15 км к востоку от его берега, в 70 км к северу от Малатьи, между городами Элязыг (Харберд) и Кемалия (Акн).

## Этимология
Существует несколько версий относительно происхождения названия города:
- Иногда название Арабкира связывается с древним городищем Арабракнуа, на месте которого, предположительно, был основан Арабкир.[1]
- Некоторые связывают происхождение названия города с турецкими словами «араб» и «гир» (войти), то есть «город, в который вошли арабы», ссылаясь на период, в течение которого последние владели Арабкиром.
- Согласно другой версии, название города происходит от армянского «ар апин гети» (арм. առ ափին գետի).

В греческом варианте название города звучало как «Арапрасеч».

## История
Историческая Западная Армения
В разные периоды истории Арабкир упоминался как крепость, поселок, город-крепость или город.
В древности Арабкир входил в состав Малой Армении: во Вторую или, по административному делению Юстиниана II (VI век), в Третью Армению.
Основание (по крайней мере, восстановление в дошедшем до нас виде) приписывается последнему царю Васпуракана Сенекериму Арцруни, получившему в 1021—1022 годах от Византии взамен своего престола власть над Себастией, фемой Каппадокией и, в том числе, над окрестностями Арабкира.
В XV веке Арабкир переходит к туркам, оставаясь всё время ничем не примечательным поселком.
Арабкир был одним из центров армянской письменности, в XV—XVII веках здесь был создан ряд рукописей, из которых до нас дошли произведения 1446 и 1640 годов.
В XIX веке в Арабкире получает большое развитие промышленность, особенно льняная, и торговля.
Армянское население дважды (в 1895—1896 и 1915) переживало резню со стороны турецких властей.

## Население
По оценкам независимых источников и периодической печати, население Арабкира в 1800—1830 годах составляло около 15 тысяч человек, из которых 12 тысяч были армяне. В 1830—1850 годах общее количество населения осталось неизменным, но количество армян сократилось до 9 тысяч. Накануне геноцида армян население города насчитывало около 20000 человек, из которых половина были армяне.
К 1919 году армянское население Арабкира, за счёт возвращенцев, составило 3000 человек.
В 1922 году 800 человек из спасшихся от резни армян вернулись в родной город. Многие, не выдержав гонений со стороны кемалистских властей вынуждены были бежать в Советскую Армению, где в 1925 году основали пригород Нор-Арабкир, являющийся сейчас одним из районов Еревана.
В 1945 году армянское население составляло около 600 человек (из 6684 жителей города). Однако после 1946 года большинство оставшихся армян перебралось в Сирию и Малатью, в городе осталось около 200 армян.